# شیاطین قدیمی
شیاطین قدیمی (به انگلیسی: The Old Devils) یک رمان نوشته کینگزلی آمیس نویسنده اهل بریتانیا است که در سال ۱۹۸۶ منتشر و موفق شد همان سال برنده جایزه ادبی من بوکر شود و همچنین مجموعه‌ای تلویزیونی با اقتباس از این رمان توسط اندرو دیویس ساخته شده و در سال ۱۹۹۲ توسط بی‌بی‌سی منتشر شد.